# Anodontites trigonus
Anodontites trigonus е вид мида от семейство Mycetopodidae.

## Разпространение
Видът е разпространен в Аржентина, Бахамски острови, Боливия, Бразилия, Венецуела, Гватемала, Гвиана, Доминиканска република, Еквадор, Колумбия, Коста Рика, Куба, Мексико, Никарагуа, Панама, Парагвай, Перу, Пуерто Рико, Суринам, Тринидад и Тобаго, Уругвай, Френска Гвиана, Хаити, Хондурас, Чили и Ямайка.